# Doomsday (película)
Doomsday es una película de acción y ciencia ficción británica de 2008, escrita y dirigida por Neil Marshall y protagonizada por Rhona Mitra.

## Trama

### Síntesis
En Gran Bretaña, el virus letal "Reaper" ha exterminado a miles de personas. El gobierno británico decide evacuar a los supervivientes sanos y aislar totalmente el área afectada para evitar la huida de los infectados, pero el área a aislar es literalmente la totalidad de Escocia, desde la muralla de Adriano hasta las tierras altas asentandose un estado de barbarie mientras Inglaterra se encuentra en crisis. Cuando, treinta años después, el virus reaparece, el gobierno envía a la zona a un equipo de élite, dirigido por la Mayor Eden Sinclair (Rhona Mitra), con la misión de obtener una vacuna a cualquier precio. Aislado del resto del mundo, el equipo deberá trabajar en medio de un paisaje aterrador.

### Argumento
En el año 2008, el Virus Reaper es descubierto y accidentalmente es liberado en Escocia, infectando a la población. Entre los síntomas del virus se incluye histeria, impulsos homicidas, aparición de forúnculos y úlceras, y ébola. Ante la imposibilidad de contener la epidemia o curar a los infectados, el gobierno británico levanta un muro de 30 pies de alto, aislando a Escocia. La cuarentena es exitosa, pero sus métodos extremos destruyen las relaciones diplomáticas y económicas entre el Reino Unido y el resto del mundo, convirtiéndolo en un estado paria y abriendo el camino a un futuro distópico de desempleo masivo, descontento civil y gran desigualdad.
En el año 2035, las autoridades descubren varias personas infectadas con Reaper en Londres. John Hatcher, el primer ministro, le ordena a Nelson, Capitán del Departamento de Seguridad Doméstica (DDS) que envíe un equipo a Escocia, ya que, según lo reportado por satélites, existen sobrevivientes. Si hay sobrevivientes, el Gobierno cree que debe existir alguna cura e identifica al reconocido investigador médico Dr. Kane como el posible creador de la misma. Nelson prepara un equipo liderado por la Mayor Eden Sinclair, su operativo de confiancia. Sinclair es una huérfana que arribó desde Escocia durante el caos de 2008 y que alberga la esperanza de ver si su madre ha sobrevivido. Entre el equipo también están el Sargento Norton, segundo de Sinclair; los virólogos Stirling y Talbot, y varios soldados del DDS.
El equipo cruza el muro en dirección a Glasgow. Mientras buscan sobrevivientes en un hospital, son soprendidos por un grupo de merodeadores. Norton y Stirling escapan, pero el equipo sufre muchas bajas. Sinclair y Talbot son capturador por una banda de caníbales liderados por el hambriento de poder Sol, quien planea usar a Sinclair como ventaja para cruzar el muro e invadir Inglaterra para vengarse. Talbot es inmolado y devorado vivo en un horrible sacrificio ceremonial. Con la ayuda de Cally, otra prisionera, Sinclair logra escapar y asesinar a Viper, la segunda al mando. Logra encontrar a Norton y Strirling, y escapan en un tren. Cally revela que ella y Sol son hijos de Kane. Le comenta que Sol derrocó al anterior gobierno escocés con su ejército de insurgentes, quienes se negaron a vivir bajo el mando de Kane.
Mientras, la epidemia Reaper se extiende en Londres, llevando a violentas escenas de gente infectada en las calles. Mientras es evacuado, Hatcher es infectado durante un intento de asesinato. Michael Canaris, el maquiavélico consejero de Hatcher, utiliza esto como excusa para poner al primer ministro en cuarentena y tomar el puesto de facto. Hatcher decide suicidarse antes de sucumbir al virus.
Después de bajar del tren, el grupo de Sinclair es secuestrado por soldados equipados con armadura y armamento arcaico, y son llevados a un castillo medieval, donde son encarcelados. El líder del grupo resulta ser Kane, quien le confiesa la verdad a Sinclair. No existe la cura, solamente gente con inmunidad natural. Después de haber sido abandonado durante la cuarentena y perder a su esposa, Kane se volvió un delirante y perverso señor feudal que culpa a la ciencia por la caída de la civilización. Luego, condena a muerte a Sinclair, Cally, Norton y Stirling. En una batalla en una arena, Sinclair se enfrenta a Telamon, verdugo de Sinclair. Sinclair logra ganar el combate, matando a Telamon antes de escapar con el resto.
Encuentran un refugio bajo tierra en el bosque, en donde hay un Bentley Continental GT 2007 intacto. Antes de escapar en él, los caballeros de Kane llegan y matan a Norton. Sinclair, Cally y Stirling logran salir pero luego son interceptados por Sol y su pandilla. Luego de una persecución a alta velocidad, Sol y varios de sus hombres mueren.
Sinclair llama a Canaris y le dice que tiene una cura. Canaris llega en helicóptero y Sinclair le pide que se lleve a Cally y Stirling a Londres con él, donde pueden usar muestras de la sangre inmune de Cally para preparar una vacuna. Canaris le dice a Sinclair que planea retrasar cualquier tipo de cura hasta que el virus Reaper haya eliminado mucho de la clase baja como forma de limpieza social. Sin que Canaris lo sepa, Sinclair está grabando sus palabras.
En vez de regresar a Londres, Sinclair va a Glasgow a buscar a su madre, pero descubre que esta falleció durante la cuarentena. Nelson llega y Sinclair le da la grabación con las palabras de Canaris para que se las lleve con él. Canaris la distribuye a los medios de comunicación, lo que ocasiona que Canaris caiga en desgracia. Sinclair elige quedarse en Escocia y usa la cabeza desmembrada de Sol como forma de asumir el liderazgo de su banda de merodeadores.

## Reparto
- Rhona Mitra - Eden Sinclair
- Bob Hoskins - Bill Nelson
- Malcolm McDowell - Marcus Kane
- Alexander Siddig - Primer ministro John Hatcher
- David O'Hara - Michael Canaris
- Craig Conway - Sol
- Lee-Anne Liebenberg - Viper
- Nora-Jane Noone - Read